# Wälder bei Olbernhau
Wälder bei Olbernhau este o arie protejată (arie de protecție specială avifaunistică — SPA) din Germania întinsă pe o suprafață de 1.140 ha, integral pe uscat.

## Localizare
Centrul sitului Wälder bei Olbernhau este situat la coordonatele 50°37′58″N 13°20′25″E / 50.6328°N 13.3403°E.

## Înființare
Situl Wälder bei Olbernhau a fost declarat arie de protecție specială avifaunistică în noiembrie 2006 pentru a proteja 11 specii de animale.

## Biodiversitate
Situată în ecoregiunea continentală, aria protejată nu include niciun habitat protejat.
La baza desemnării sitului se află mai multe specii protejate de  păsări (11): minunița (Aegolius funereus), barză neagră (Ciconia nigra), cristeiul de câmp (Crex crex), ciocănitoare neagră (Dryocopus martius), Falco peregrinus peregrinus, muscar (Ficedula parva), becațină comună (Gallinago gallinago), ciuvică (Glaucidium passerinum), sfrâncioc roșiatic (Lanius collurio), ciocănitoare verzuie (Picus canus), mărăcinar (Saxicola rubetra).